# Закон сохранения массы
Закон сохранения массы — закон физики, согласно которому масса физической системы сохраняется при всех природных и искусственных процессах.
В метафизической форме, согласно которой вещество несотворимо и неуничтожимо, этот закон известен с древнейших времён. Позднее появилась количественная формулировка, согласно которой мерой количества вещества является вес (с конца XVII века — масса).
С точки зрения классической механики и химии, сохраняются общая масса закрытой физической системы, равная сумме масс компонентов этой системы (то есть масса считается аддитивной). Этот закон с большой точностью верен в области применимости ньютоновской механики и химии, так как релятивистские поправки в этих случаях пренебрежимо малы.
В современной физике концепция и свойства массы существенно пересмотрены. Масса более не является мерой количества вещества, а закон сохранения массы тесно связан с законом сохранения внутренней энергии системы. В отличие от классической модели, сохраняется масса только изолированной физической системы, то есть при отсутствии энергообмена с внешней средой. Не сохраняется сумма масс компонентов системы (масса неаддитивна). Например, при радиоактивном распаде в изолированной системе, состоящей из вещества и радиации, совокупная масса вещества уменьшается, но масса системы сохраняется, несмотря на то что масса радиации может быть нулевая.

## Исторический очерк
Закон сохранения массы исторически понимался как одна из формулировок закона сохранения материи. Одним из первых сформулировал этот закон древнегреческий философ Эмпедокл (V век до н. э.) в следующих выражениях:
Ничто не может произойти из ничего, и никак не может то, что есть, уничтожиться.
 Ранее Эмпедокла «принцип сохранения» применялся представителями Милетской школы для формулировки теоретических представлений о первовеществе, основе всего сущего. Позже аналогичный тезис высказывали Демокрит, Аристотель и Эпикур (в пересказе Лукреция Кара).
Средневековые учёные также не высказывали никаких сомнений в истинности этого закона. Фрэнсис Бэкон в 1620 году провозгласил: «Сумма  материи остается всегда постоянной и не может быть увеличена или уменьшена… ни одна мельчайшая её часть не может быть ни одолена всей массой мира, ни разрушена совокупной силой всех агентов, ни вообще как-нибудь уничтожена».
В ходе развития алхимии, а затем и научной химии, было замечено, что при любых химических превращениях суммарный вес реагентов не меняется. В 1630 году Жан Рэ, химик из Перигора, писал Мерсенну  :

Вес настолько тесно привязан к веществу элементов, что, превращаясь из одного в другой, они всегда сохраняют тот же самый вес.
Оригинальный текст (фр.)La pesanteur est si étroitement jointe à la première matière des éléments que, se changeant de l'un en l'autre, ils gardent toujours le même poids.

С появлением в трудах Ньютона понятия массы как меры количества вещества, формулировка закона сохранения материи была уточнена: масса есть инвариант, то есть при всех процессах общая масса не уменьшается и не увеличивается (вес, как указал Ньютон, инвариантом не является хотя бы потому, что форма Земли далека от идеальной сферы).
В 1673 году опыты Роберта Бойля поставили закон сохранения массы под сомнение — у него при химической реакции с нагреванием вес вещества увеличился. Бойль из этого сделал вывод, что носитель теплоты («флогистон», по тогдашней терминологии) имеет отрицательную массу; эта гипотеза восстанавливала доверие к сохранению массы. Однако сразу после публикации Бойля французский химик Шерубен д'Орлеан (Chérubin d'Orleans, 1679 год) указал на ошибку Бойля: увеличение веса происходило за счёт воздуха, а в запаянном сосуде вес сохранялся неизменным. Позднее, в 1755 году об этом писал и М. В. Ломоносов в письме Л. Эйлеру (см. текст в Викитеке):
Все встречающиеся в природе изменения происходят так, что если к чему-либо нечто прибавилось, то это отнимается у чего-то другого. Так, сколько материи прибавляется к какому-либо телу, столько же теряется у другого, сколько часов я затрачиваю на сон, столько же отнимаю от бодрствования и т. д.
В СССР на основании этой фразы М. В. Ломоносова объявили автором закона сохранения массы, хотя он никогда не претендовал на такой приоритет и в своём «Обзоре важнейших открытий» данный закон не упоминает. Современные историки подобные претензии считают безосновательными. Ошибочно также мнение, что закон сохранения массы был Ломоносовым доказан опытным путём;

Всеобщий закон сформулирован Ломоносовым на основе общефилософских материалистических соображений, никогда не подвергался им сомнению или проверке, а напротив, служил ему твёрдой исходной позицией во всех исследованиях на всём протяжении его жизни.

В дальнейшем, вплоть до создания физики микромира, закон сохранения массы считался истинным и очевидным. Иммануил Кант объявил этот закон постулатом естествознания (1786). Лавуазье в «Начальном учебнике химии» (1789) привёл точную количественную формулировку закона сохранения массы вещества, однако не объявил его каким-то новым и важным законом, а просто упомянул мимоходом как давно известный и достоверно установленный факт. Для химических реакций Лавуазье сформулировал закон в следующих выражениях:
Ничто не творится ни в искусственных процессах, ни в природных, и можно выставить положение, что во всякой операции [химической реакции] имеется одинаковое количество материи до и после, что качество и количество начал остались теми же самыми, произошли лишь перемещения, перегруппировки. На этом положении основано всё искусство делать опыты в химии.
Другими словами, сохраняется масса закрытой физической системы, в которой происходит химическая реакция, а сумма масс всех веществ, вступивших в эту реакцию, равна сумме масс всех продуктов реакции (то есть тоже сохраняется). Масса, таким образом, считается аддитивной.

## Современное состояние
В XX веке обнаружились два новых свойства массы.
(M1) Масса физического объекта зависит от его внутренней энергии (см. Эквивалентность массы и энергии). При поглощении внешней энергии масса растёт, при потере — уменьшается. Отсюда следует, что масса сохраняется только в изолированной системе, то есть при отсутствии обмена энергией с внешней средой. Особенно ощутимо изменение массы при ядерных реакциях. Но даже при химических реакциях, которые сопровождаются выделением (или поглощением) тепла, масса не сохраняется, хотя в этом случае дефект массы ничтожен. Академик Л. Б. Окунь пишет:

Чтобы подчеркнуть, что масса тела меняется всегда, когда меняется его внутренняя энергия, рассмотрим два обыденных примера:
1) при нагревании железного утюга на 200° его масса возрастает на величину {\displaystyle \Delta m/m\approx 10^{-12}};
2) при полном превращении некоторого количества льда в воду {\displaystyle \Delta m/m\approx 3.7\cdot 10^{-12}}.

(M2) Масса не является аддитивной величиной: масса системы не равна сумме масс её составляющих.
Примеры неаддитивности:
- Электрон и позитрон, каждый из которых обладает массой, могут аннигилировать в фотоны, не имеющие массы поодиночке, а обладающие ею только как система.
- Масса дейтрона, состоящего из одного протона и одного нейтрона, не равна сумме масс своих составляющих, поскольку следует учесть энергию взаимодействия частиц.
- При термоядерных реакциях, происходящих внутри Солнца, масса водорода не равна массе получившегося из него гелия.
- Особенно яркий пример: масса протона (≈938 МэВ) в несколько десятков раз больше массы составляющих его кварков (около 11 МэВ).

Таким образом, при физических процессах, которые сопровождаются распадом или синтезом физических структур, не сохраняется сумма масс составляющих (компонентов) системы, но сохраняется общая масса этой (изолированной) системы:
- Масса системы получившихся при аннигиляции фотонов равна массе системы, состоящей из аннигилирующих электрона и позитрона.
- Масса системы, состоящей из дейтрона (с учётом энергии связи), равна массе системы, состоящей из одного протона и одного нейтрона отдельно.
- Масса системы, состоящей из получившегося при термоядерных реакциях гелия, с учётом выделенной энергии, равна массе водорода.

Сказанное означает, что в современной физике закон сохранения массы тесно связан с законом сохранения энергии и выполняется с таким же ограничением — надо учитывать обмен системы энергией с внешней средой.

Дорелятивистская физика знала два фундаментальных закона сохранения, а именно: закон сохранения энергии и закон сохранения массы; оба эти фундаментальных закона считались совершенно независимыми друг от друга. Теория относительности слила их в один.

### Более детально
Чтобы более детально пояснить, почему масса в современной физике оказывается неаддитивной (масса системы не равна — вообще говоря — сумме масс компонент), следует вначале заметить, что под термином масса в современной физике понимается лоренц-инвариантная величина:
{\displaystyle m={\sqrt {E^{2}/c^{4}-p^{2}/c^{2}}},}
где {\displaystyle E} — энергия, {\displaystyle {\vec {p}}} — импульс,{\displaystyle c} — скорость света. И сразу заметим, что это выражение одинаково легко применимо к точечной бесструктурной («элементарной») частице, так и к любой физической системе, причём в последнем случае энергия и импульс системы вычисляются просто суммированием энергий и импульсов компонент системы (энергия и импульс — аддитивны).
- Можно попутно заметить также, что вектор импульса-энергии системы — это 4-вектор, то есть его компоненты преобразуются при переходе к другой системе отсчета в соответствии с преобразованиями Лоренца, поскольку так преобразуются его слагаемые — 4-векторы энергии-импульса составляющих систему частиц. А поскольку масса, определённая выше, есть длина этого вектора в Лоренцевой метрике, то она оказывается инвариантной (лоренц-инвариантной), то есть не зависит от системы отсчёта, в которой её измеряют или рассчитывают.

Кроме того, заметим, что {\displaystyle c} — универсальная константа, то есть просто число, которое не меняется никогда, поэтому в принципе можно выбрать такую систему единиц измерения, чтобы выполнялось {\displaystyle c=1}, и тогда упомянутая формула будет менее загромождена:
{\displaystyle m={\sqrt {E^{2}-p^{2}}},}
как и остальные связанные с нею формулы (и мы ниже будем для краткости использовать именно такую систему единиц).
Рассмотрев уже самый парадоксальный на вид случай нарушения аддитивности массы — случай, когда система нескольких (для простоты ограничимся двумя) безмассовых частиц (например фотонов) может иметь ненулевую массу, легко увидеть механизм, порождающий неаддитивность массы.
Пусть есть два фотона 1 и 2 с противоположными импульсами: {\displaystyle {\vec {p}}_{1}=-{\vec {p}}_{2}}.
Масса каждого фотона равна нулю, следовательно можно записать:
{\displaystyle 0={\sqrt {E_{1}^{2}-p_{1}^{2}}},}
{\displaystyle 0={\sqrt {E_{2}^{2}-p_{2}^{2}}},}
то есть энергия каждого фотона равна модулю его импульса. Заметим попутно, что масса равна нулю за счет вычитания под знаком корня ненулевых величин друг из друга.
Рассмотрим теперь систему этих двух фотонов как целое, посчитав её импульс и энергию. Как видим, импульс этой системы равен нулю (импульсы фотонов, сложившись, уничтожились, так как эти фотоны летят в противоположных направлениях):
{\displaystyle {\vec {p}}={\vec {p}}_{1}+{\vec {p}}_{2}={\vec {0}}.}.
Энергия же нашей физической системы будет просто суммой энергий первого и второго фотона:
{\displaystyle E=E_{1}+E_{2}.}
Ну и отсюда масса системы:
{\displaystyle m={\sqrt {E^{2}-p^{2}}}={\sqrt {E^{2}-0}}=E\neq 0,}
(импульсы уничтожились, а энергии сложились — они не могут быть разного знака).
В общем случае всё происходит аналогично этому, наиболее отчётливому и простому примеру. Вообще говоря, частицы, образующие систему, не обязательно должны иметь нулевые массы, достаточно, чтобы массы были малы или хотя бы сравнимы с энергиями или импульсами, и эффект будет большим или заметным. Также видно, что точной аддитивности массы нет практически никогда, за исключением лишь достаточно специальных случаев.

### Масса и инертность
Отсутствие аддитивности массы, казалось бы, вносит затруднения. Однако они искупаются не только тем, что определённая так (а не иначе, например, не как энергия делённая на квадрат скорости света) масса оказывается лоренц-инвариантной, удобной и формально красивой величиной, но и имеет физический смысл, точно соответствующий обычному классическому пониманию массы как меры инертности.
А именно для системы отсчёта покоя физической системы (то есть той системы отсчёта, в которой импульс физической системы ноль) или систем отсчёта, в которых система покоя медленно (по сравнению со скоростью света) движется, упомянутое выше определение массы
{\displaystyle m={\sqrt {E^{2}/c^{4}-p^{2}/c^{2}}}}
— полностью соответствует классической ньютоновской массе (входит во второй закон Ньютона).
Это можно конкретно проиллюстрировать, рассмотрев систему, снаружи (для внешних взаимодействий) являющейся обычным твёрдым телом, а внутри содержащую быстро движущиеся частицы. Например, рассмотрев зеркальный ящик с идеально отражающими стенками, внутри которого — фотоны (электромагнитные волны).
Пусть для простоты и большей чёткости эффекта сам ящик (почти) невесом. Тогда, если, как в рассмотренном в параграфе выше примере, суммарный импульс фотонов внутри ящика ноль, то ящик будет в целом неподвижен. При этом он должен под действием внешних сил (например если мы станем его толкать), вести себя как тело с массой, равной суммарной энергии фотонов внутри, деленной на {\displaystyle c^{2}}.
Рассмотрим это качественно. Пусть мы толкаем ящик, и он приобрёл из-за этого некоторую скорость вправо. Будем для простоты сейчас говорить только об электромагнитных волнах, бегущих строго вправо и влево. Электромагнитная волна, отражающаяся от левой стенки, повысит свою частоту (вследствие эффекта Доплера) и энергию. Волна, отражающаяся от правой стенки, напротив, уменьшит при отражении свои частоту и энергию, однако суммарная энергия увеличится, так как полной компенсации не будет. В итоге тело приобретет кинетическую энергию, равную {\displaystyle mv^{2}/2} (если {\displaystyle v<<c}), что означает, что ящик ведёт себя как классическое тело массы {\displaystyle m}. Тот же результат можно (и даже легче) получить для отражения (отскока) от стенок быстрых релятивистских дискретных частиц (для нерелятивистских тоже, но в этом случае масса просто окажется суммой масс частиц, находящихся в ящике).